# 들담배아과
들담배아과(---亞科, 학명: Schwenckioideae 스크웽키오이데아이[*])는 가지과의 아과이다.

## 하위 분류
- 들담배속(Schwenckia L.)
- Heteranthia Nees & Mart.
- Melananthus Walp.